# 382 Szkolna Dywizja Polowa
382 Polna Dywizja Szkoleniowa (niem. 382. Feldausbildungs-Division) – jedna z niemieckich formacji szkoleniowych. 
Dywizję zorganizowano 8 września 1942 r. w Rosji na tyłach Grupy Armii B. Jednostkę stworzono z jednostek dostarczonych z kilku różnych okręgów wojskowych oraz członków Reichsarbeitsdienst (RAD, Służba Pracy Rzeszy). Dywizja zajmowała się szkoleniem uzupełnień do 25 lutego 1943, gdy została rozwiązana a jej pododdziały przejęły inne związki taktyczne (213 Dywizja Bezpieczeństwa i Grupa Armijna Fetter-Pico (Armeeabteilung Fretter-Pico).  Jedynym dowódcą dywizji był Generalmajor Paul Hoffmann.

## Skład dywizji
- 617. szkolny pułk piechoty (Infanterie- (Feldausbildungs-) Regiment 617),
- 618. szkolny pułk piechoty (Infanterie- (Feldausbildungs-) Regiment 618),
- 619. szkolny pułk piechoty (Infanterie- (Feldausbildungs-) Regiment 619),
- 620. szkolny pułk piechoty (Infanterie- (Feldausbildungs-) Regiment 620)[2].